# Résolution 1917 du Conseil de sécurité des Nations unies
Membres permanents
- Chine
- États-Unis
- France
- Royaume-Uni
- Russie

Membres non permanents
- Autriche
- Bosnie-Herzégovine
- Brésil
- Gabon
- Japon
- Liban
- Mexique
- Nigéria
- Turquie
- Ouganda

Résolution no 1916 Résolution no 1918
La résolution 1917 du Conseil de sécurité des Nations unies fut adoptée à l'unanimité le 22 mars 2010. Après avoir rappelé ses résolutions antérieures sur l'Afghanistan, en particulier les résolutions 1868 (de 2009), 1662 (de 2006) et 1659 (en) (de 2006), le Conseil a prorogé le mandat de la Mission d'assistance des Nations unies en Afghanistan (MANUA) jusqu'au 23 mars 2011 et a réaligné son mandat pour aider aux efforts de redressement menés par le gouvernement.

## Observations
Le Conseil a reconnu qu’il n’existait pas de solution purement militaire à la situation en Afghanistan et a réitéré son soutien au peuple afghan dans la reconstruction de son pays. Un soutien a été apporté au Pacte pour l'Afghanistan, à la Stratégie nationale de développement de l'Afghanistan et à la Stratégie nationale de contrôle des drogues. Il a été souligné que le rôle central des Nations unies en Afghanistan était de promouvoir la paix et la stabilité en dirigeant les efforts de la communauté internationale. Le Conseil s'est également félicité de l'engagement continu de la communauté internationale à soutenir la stabilité et le développement du pays, en particulier ceux qui intensifiaient les efforts civils et humanitaires pour aider le Gouvernement afghan et son peuple.
La résolution a souligné la nécessité d'un processus transparent, crédible et démocratique en vue des élections législatives de 2010. Le Conseil a également reconnu la nature interdépendante des défis en Afghanistan en ce qui concerne les progrès en matière de sécurité, de gouvernance, de droits de l'homme, d'état de droit et de développement, ainsi que des questions de lutte contre la corruption et de lutte contre les stupéfiants. La nécessité d'une coopération accrue entre la MANUA et la Force internationale d'assistance et de sécurité a été notée.
La situation humanitaire dans le pays ainsi que l'acheminement et la coordination de l'aide humanitaire étaient également importants pour le Conseil, ainsi que toutes les attaques contre les travailleurs humanitaires. La situation en matière de sécurité dans le pays était préoccupante, en particulier l'intensification des activités violentes et terroristes des talibans, d'Al-Qaïda, des groupes armés illégalement, des criminels et des personnes impliquées dans le trafic de stupéfiants.

## Contenu
Le mandat de la MANUA, tel qu'énoncé dans les résolutions 1662, 1746 et 1806 (en), a été prorogé jusqu'au 23 mars 2011. La mission devait:
- assurer la promotion d'un soutien international plus cohérent aux priorités de développement et de gouvernance du gouvernement;
- renforcer de la coopération avec les forces de sécurité internationales comme recommandé dans un rapport du Secrétaire général Ban Ki-moon;
- assurer une sensibilisation politique et des bons offices pour appuyer la mise en œuvre des programmes de réconciliation et de réintégration menés par les afghans;
- soutenir et prendre en compte les progrès accomplis dans les engagements de réforme électorale convenus lors de la conférence de Londres en janvier 2010;
- travailler en coopération avec le Représentant spécial du Secrétaire général pour promouvoir les efforts humanitaires.

Le Conseil a également souligné qu’il importait de renforcer et d’élargir la présence de la MANUA et d’autres entités des Nations unies, et a encouragé le Secrétaire général à poursuivre ses efforts actuels pour prendre des mesures pour résoudre les problèmes de sécurité liés à ce renforcement et à cette expansion. Le Conseil s'est également penché sur la lutte contre la production d'opium, le respect des droits de l'homme, la protection des travailleurs humanitaires, le déminage, la coopération régionale et le renforcement des capacités de la police nationale afghane et de l'armée nationale afghane.